# Schackmin (Adelsgeschlecht)

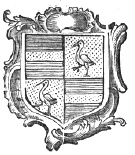
Wappen der Freiherren von Schackmin

Die Freiherren von Schackmin (auch: Schakmin, Jaquemin, Jacquemin) waren ein ursprünglich bürgerliches, lothringisches Geschlecht, das in Diensten des Herzogtums Lothringen aufstieg und 1711 geadelt wurde. Der Zweig, der sich 1790 im Breisgau niedergelassen hatte, starb bereits 1801 in der männlichen Linie aus. 

## Geschichte

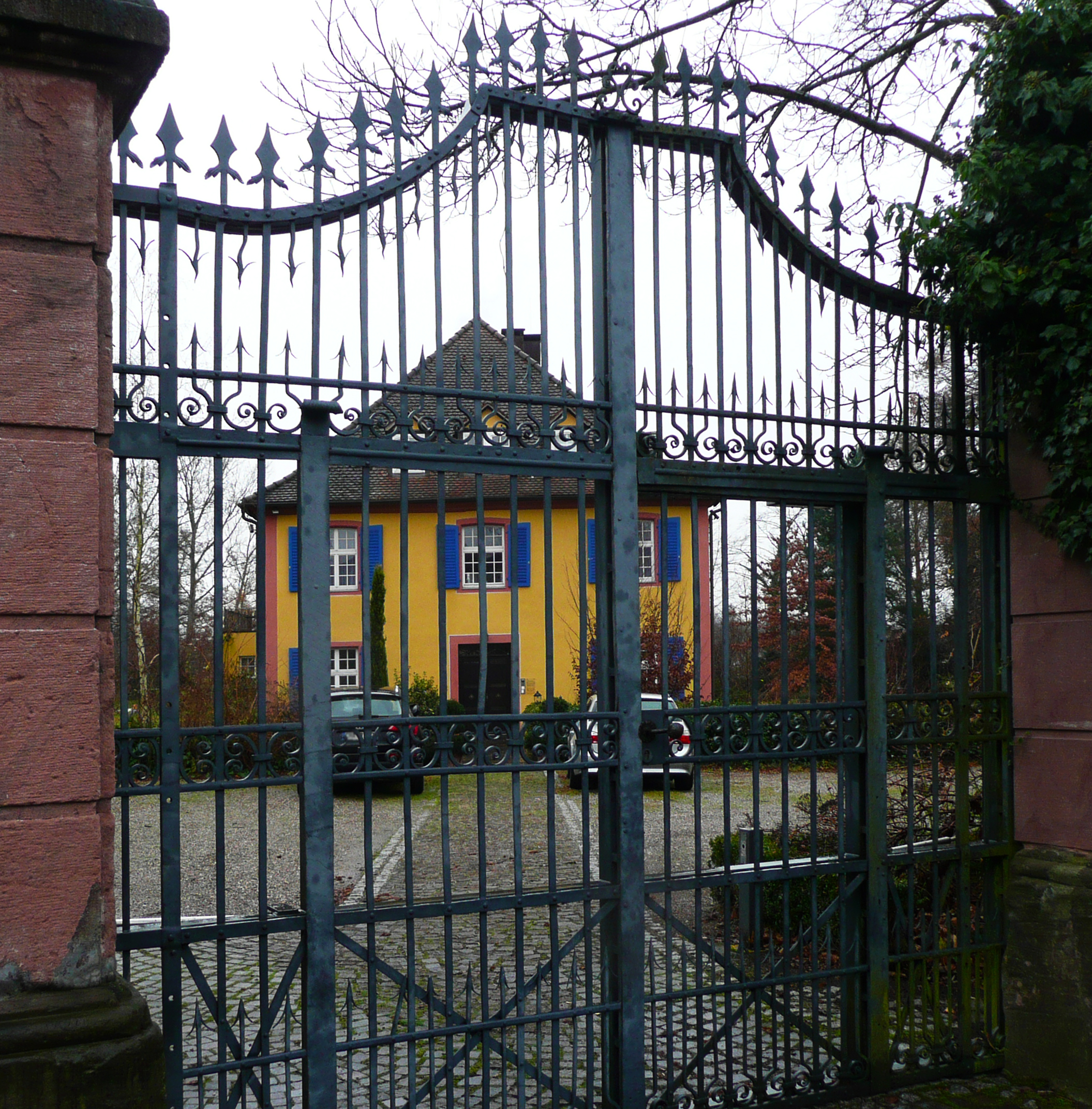
Schloss Buchheim

Niclas von Jaquemin stammte aus einer bürgerlichen lothringischen Beamtenfamilie und wurde auch selbst Beamter im Dienst des lothringischen Herzogs Leopold Joseph, der ihn zum Procureur du Roi ernannte. 1711 wurde Jacquemin geadelt und 1723 befand er sich als Gesandter des Herzogs in Wien, wo er den lothringischen Thronfolger, Franz Stephan betreute. Während seines Aufenthalts in Wien wurde er zum Reichsfreiherrn ernannt und sein Name wurde eingedeutscht zu Schackmin. Schackmin war danach an den Verhandlungen über die Hochzeit von Maria Theresia mit Franz Stephan beteiligt und überbrachte 1736 die offizielle Brautwerbung. Er war am 12. Februar dann auch auf der Hochzeit.
Sein ältester Sohn, Johann Nikolaus, ging 1731 nach Breslau, wo er zunächst für die schlesischen Landstände tätig war. 1739 wurde er zum österreichischen Reichshofrat ernannt. Nachdem 1740 die bisher österreichische Provinz Schlesien durch Preußen erobert wurde, wirkte er von 1740 bis 1753 als Oberamtmann in der lothringisch-habsburgischen Grafschaft Falkenstein. Danach lebte er auf den Familiengütern in Neufgrange, bis er 1772 starb.
Heinrich Ludwig von Jacquemin (Schackmin) nahm in österreichischen Diensten am polnischen (1733–1738) und österreichischen Erbfolgekrieg (1740–1748) teil. Im Siebenjährigen Krieg (1756–1763) zeichnete sich Heinrich Ludwig in der Schlacht bei Kunersdorf (12. August 1759) und in der Schlacht bei Torgau (3. November 1760) aus. 1764 erhielt der Generalmajor von Maria Theresia die Anwartschaft auf das Lehen Buchheim und Hugstetten im Breisgau. Als 1790 der bisherige Lehensinhaber, Alexander Josef Carl Thaddäus Stürtzel, kinderlos starb, geht das Lehen an den 1787 pensionierten General der Kavallerie Heinrich Ludwig von Jacquemin. Die Anwartschaft hatte er dazumal auch für seine Geschwister und deren männliche Nachkommen erhalten, so dass 1792 nach dem Tod des ebenfalls kinderlos verstorbenen Heinrich Ludwig sein Neffe Franz Stephan von Schackmin, das Erbe des Lehens Buchheim antreten konnte, wozu nebst Hugstetten auch Weilersbach gehörte. Durch das Lehen wurde die nun Schackmin genannte Familie Mitglied der Ritterschaft der Breisgauer Landstände. Franz Stephan begann 1792 oder 1793 mit dem Bau des neuen Hugstetter Schlosses. Nach dem Tod Franz Stephans wurde das Lehen seinem Schwiegersohn Conrad Karl Friedrich von Andlau-Birseck zugesprochen. Die Freiherren von Schackmin waren nur von 1790 bis 1801 die Herren von Buchheim.

## Stammliste
1. Nicolas[7] ⚭ Anne Marie Marguerite Staadt
  1. Elisabeth[8] ⚭ Jean-Charles Joly de Morey[9]
  2. Johann Nikolaus (1711–1773) ⚭ Frederike Helena Juliana von Raesfeld (1719–1750); 2. ⚭ 1752 Marie Agnes von Umbscheiden von Ehrencron
    1. Franz Stephan (1747–1801); (kaiserlicher Regierungsrat in Freiburg i. Br.) ⚭ 1778 Maria Katharina von Ueberacker (1754–1806)
      1. Maria Sophia Helena Walpurga Crescentia ⚭ 1798 Conrad Karl Friedrich von Andlau-Birseck

    2. Maria Margaretha Anna Josefina (1748–1831) ⚭ Johann Hartmann Ignaz von Umbscheiden[10]

  3. Johann Heinrich Ludwig (1719–1792)[11], kaiserlicher General der Kavallerie

## Wappen
Schild geviertelt. In Feld 1 und 4 ein goldener Querbalken in blauem Feld. In Feld 2 und 3 rechts gewendet und rot bewehrt ein silberner Kranich in goldenem Feld, der mit dem erhobenen rechten Ständer einen Stein hält.